# Fractografía

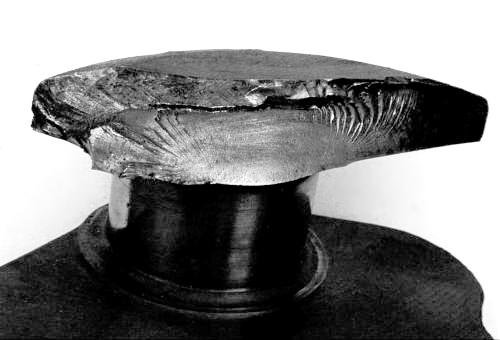
Imagen de un cigüeñal roto, que falló por un defecto en la superficie (centro abajo). Las marcas de achurado semielípticas cerca del origen, indican el crecimiento de grietas por fatiga. El "achurado" son las líneas en la superficie de la fractura que se pueden seguir hasta el origen de la fractura

La fractografía es el estudio de las superficies de fractura de los materiales. Los métodos fractográficos se usan rutinariamente para determinar la causa del fallo en las estructuras de ingeniería, especialmente en ingeniería forense o en análisis de fallos. En la investigación en el campo de la ciencia de materiales, la fractografía se utiliza para desarrollar y evaluar el comportamiento teórico de modelos de crecimiento de grietas.
Uno de los objetivos del examen fractográfico es determinar las causas del fallo de un material mediante el estudio de las características de una superficie fracturada. Los diferentes tipos de crecimiento de grietas (por ejemplo, debidos a fatiga, corrosión bajo tensión o fragilización por hidrógeno) producen rasgos característicos en la superficie, que pueden usarse para ayudar a identificar el modo de fallo. Sin embargo, el patrón general de agrietamiento puede ser más importante que una sola grieta, especialmente en el caso de materiales frágiles como la cerámica y el vidrio.

## Aplicaciones
La fractografía es una técnica ampliamente utilizada en ingeniería forense, ingeniería forense de materiales y mecánica de la fractura para comprender las causas del fallo de los materiales y también para verificar las predicciones teóricas con el comportamiento observado en la vida real. Es útil en la ciencia forense para analizar elementos fracturados que se han utilizado como armas, como por ejemplo botellas rotas. Por lo tanto, un acusado podría alegar que una botella estaba defectuosa y se rompió accidentalmente cuando golpeó a la víctima de una agresión. La fractografía podría demostrar que la acusación es falsa y que se necesitó una fuerza considerable para romper la botella antes de usar el extremo roto como arma para atacar deliberadamente a la víctima. Los agujeros de bala en los vidrios de parabrisas o ventanas también pueden indicar la dirección del impacto y la energía del proyectil. En estos casos, el patrón general de agrietamiento es vital para reconstruir la secuencia de eventos, más que las características específicas de un solo agrietamiento. La fractografía puede determinar si la causa del descarrilamiento de un tren fue un riel defectuoso, o si el ala de un avión tenía grietas por fatiga antes del choque.
La fractografía también se utiliza en la investigación de materiales, ya que las propiedades de fractura pueden correlacionarse con otras propiedades y con la estructura de los materiales.

## Tipos de fractura
El análisis, generalmente visual (a simple vista y microscópico) de las figuras fractográficas, permite identificar las propiedades del material (ductilidad, fragilidad), planos de exfoliación o su homogeneidad. En determinados casos, como en la fundición de hierro, la distinción entre materiales se basa en la apariencia de la superficie de fractura (hierro fundido gris, blanco o moteado).

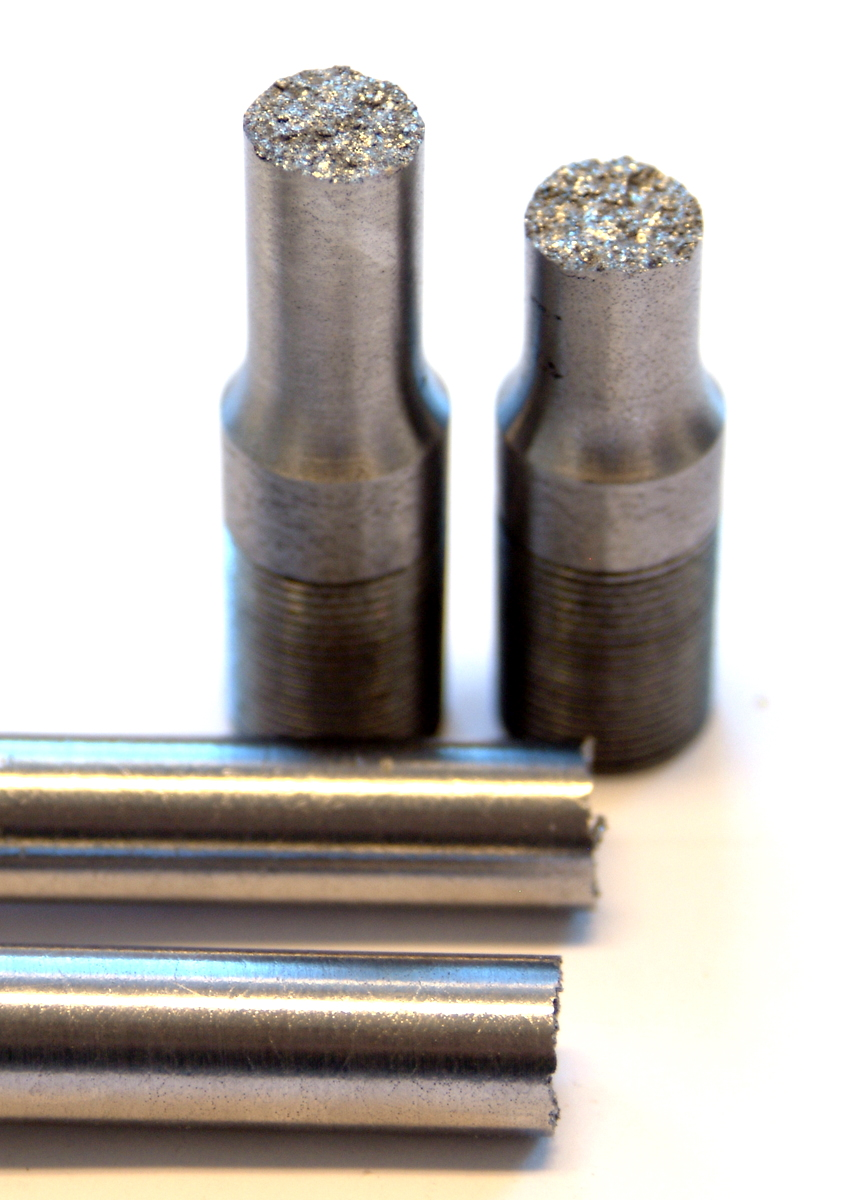
Cara de ruptura frágil de una fundición de hierro tras un ensayo de tracción
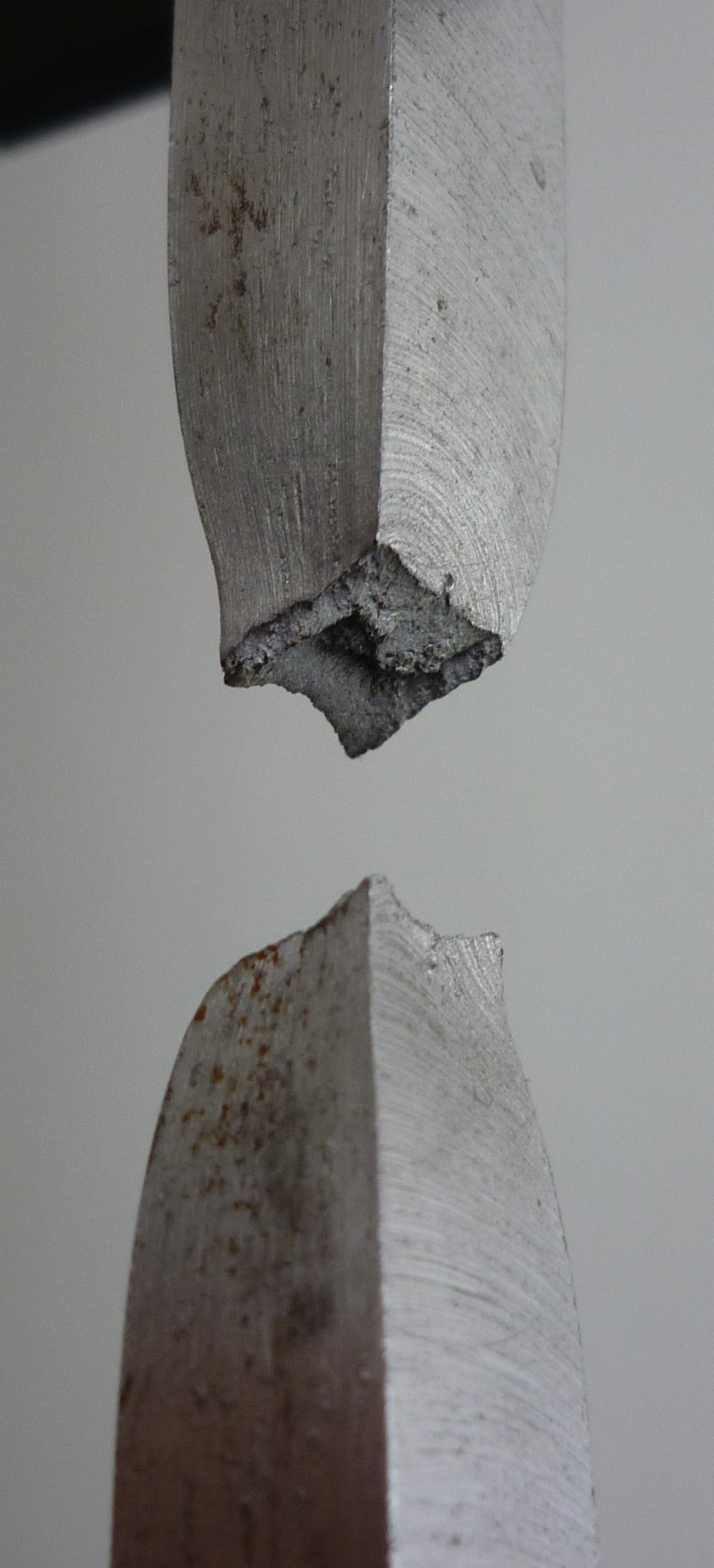
Cara de ruptura de una probeta sometida a tracción, mostrando los cráteres típicos de un material dúctil
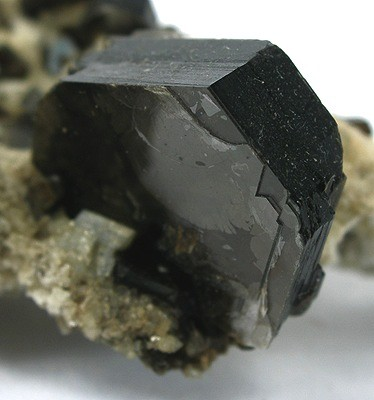
Rotura de un trozo de hiddenita verde (espodumena) mostrando sus planos de separación
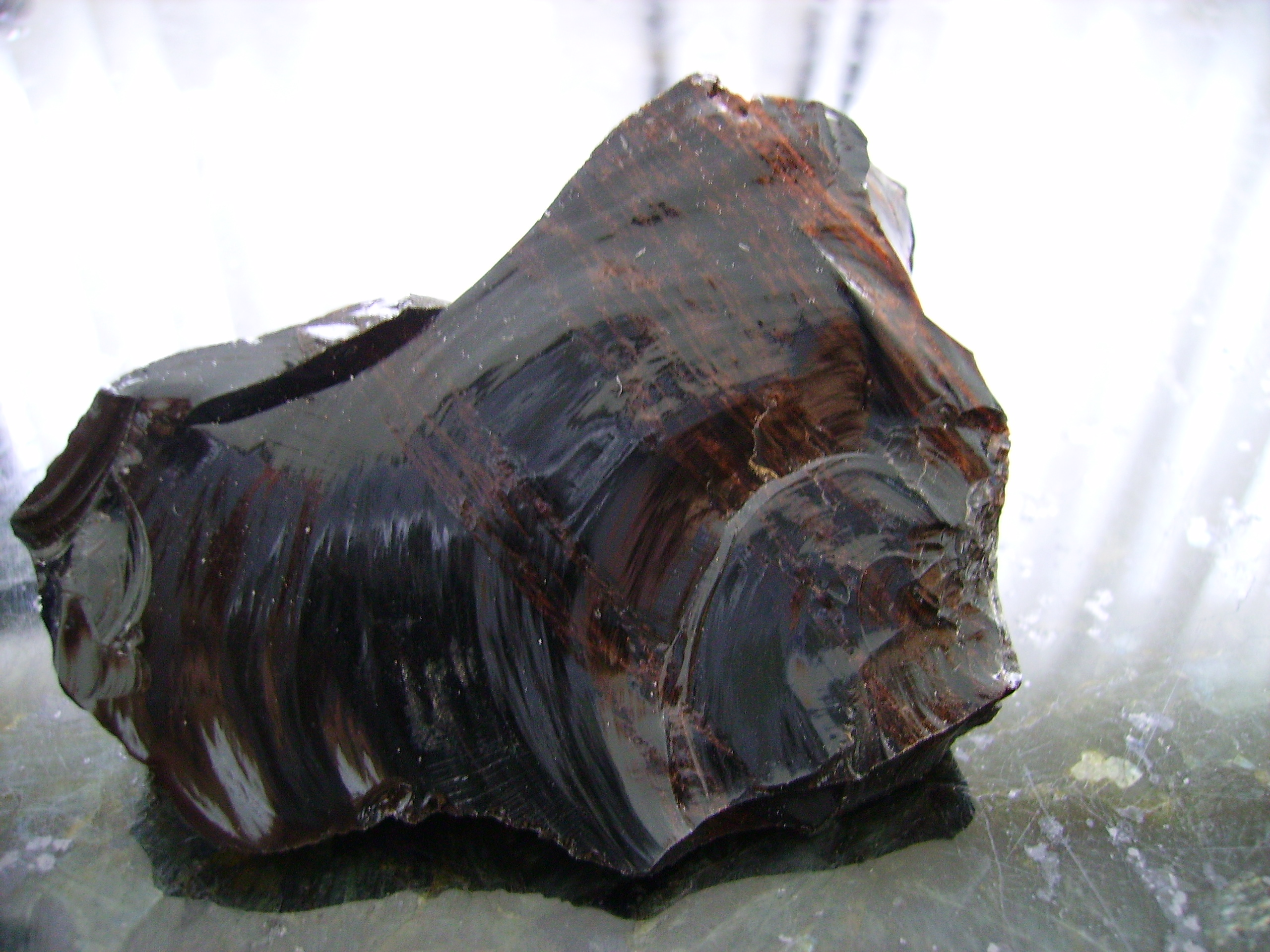
Fractura concoidea típica del vidrio, en el caso de una obsidiana.

## Identificación de características

### Origen
Un objetivo importante de la fractografía es establecer y examinar el origen del agrietamiento, ya que el examen en el origen puede revelar la causa del inicio del agrietamiento. El examen fractográfico inicial se lleva a cabo comúnmente en un macroescala, utilizando un microscopio óptico de baja potencia y técnicas de iluminación oblicua para identificar la extensión del agrietamiento, los modos posibles y los orígenes probables. La microscopía óptica o macrofotografía a menudo son suficientes para identificar la naturaleza del fallo y las causas del inicio y crecimiento de grietas si se conoce el patrón de carga.
Las características comunes que pueden causar el inicio de grietas son la presencia de inclusiones, fenómenos de cavitación, la existencia de huecos en el material, el efecto de la contaminación o la concentración de tensiones.

### Crecimiento de grietas por fatiga
La imagen de un cigüeñal roto muestra que la pieza falló debido a un defecto en la superficie cercana al bulbo (abajo en el centro de la imagen). Las marcas semicirculares cerca del origen indican una grieta que crece en el material mediante un proceso conocido como fatiga. El cigüeñal también muestra "achurado", que son las líneas en las superficies de fractura que se remontan al origen de la fractura. Algunos modos de crecimiento de grietas pueden dejar marcas características en la superficie que identifican su modo de crecimiento y origen en una escala macro, como por ejemplo el estriado formado por la fatiga del material.

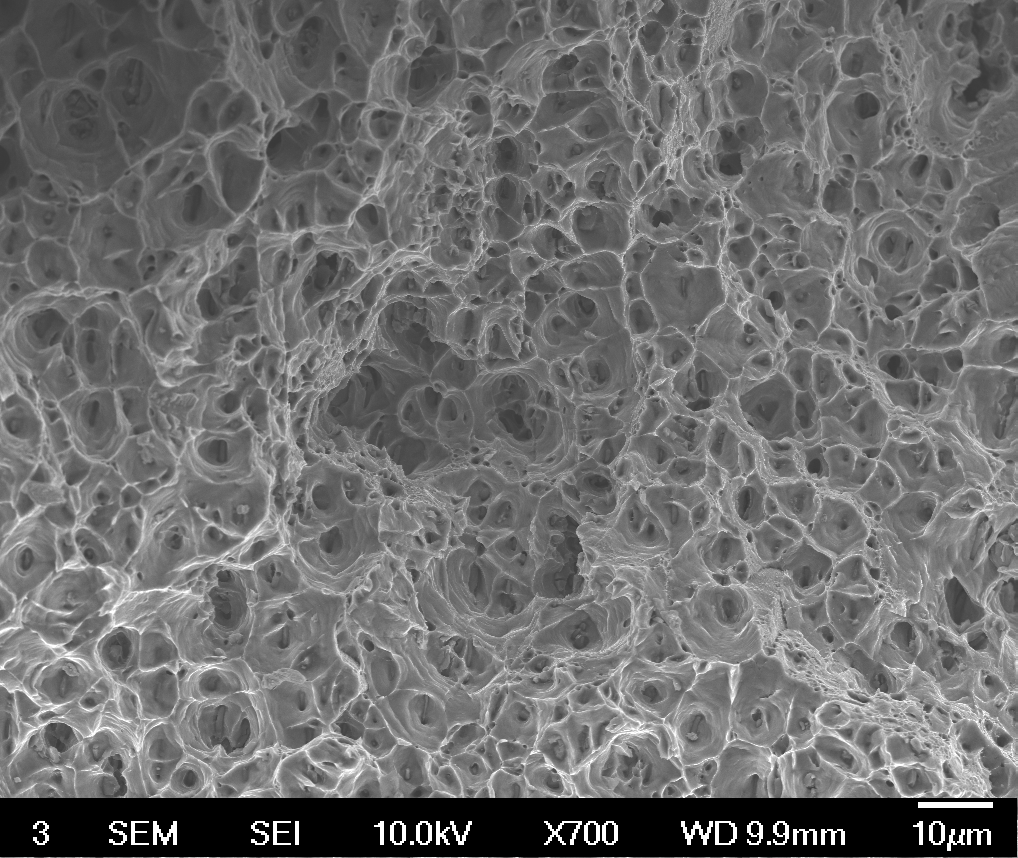
Imagen tomada con un microscopio electrónico de barrido de una coalescencia microvoide sobre una superficie de fractura dúctil de 6061-T6 Al

## Microscopía
Se pueden usar microscopios para determinar el punto de iniciación y el mecanismo que causó el crecimiento de grietas. La información se puede obtener de imágenes de la superficie de la fractura conocidas como "fractografías" y se pueden utilizar para construir diagramas. Se puede usar un mapa de superficie de fractura esquemática para aislar e identificar las características en la superficie que muestran cómo falló la pieza. Dicho mapa puede ser una forma valiosa de presentar información que muestre claramente cómo se inició una grieta que creció con el tiempo.

### Microscopía USB
Los microscopios USB son especialmente útiles para examinar las características de una superficie de fractura, ya que son lo suficientemente pequeños como para ser portátiles. Una gran variedad de tamaños de cámara y de resolución están disponibles comercialmente a bajo costo. El cable de la cámara se conecta a la computadora a través de un enchufe USB y la mayoría de estos dispositivos vienen con iluminación en la cámara suministrada por una lámpara led.

### Microscopía electrónica de barrido (MEB)

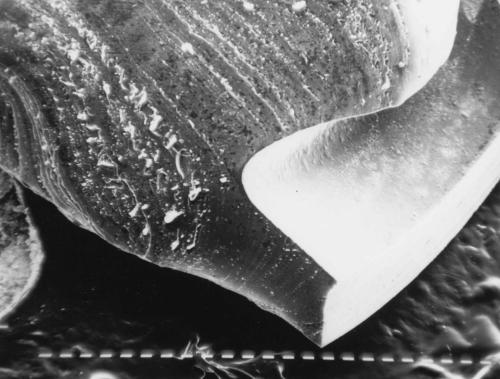
Fractura por fatiga en el sello de goma de un freno que muestra estrías a la izquierda (imagen tomada con un microscopio electrónico de barrido)

En muchos casos, la fractografía requiere un examen a una escala más fina, que generalmente se lleva a cabo en un microscopio electrónico de barrido (MEB). La resolución es mucho mayor que la del microscopio óptico, aunque las muestras se examinan en un vacío parcial y las imágenes carecen de color. Los nuevos microscopios mejorados permiten el examen a presiones cercanas a la atmosférica, lo que hace posible el examen de materiales sensibles, como los de origen biológico.
Esta técnica es especialmente útil cuando se combina con la fluorescencia de rayos X por energía dispersiva, que se puede realizar en el propio microscopio, por lo que se pueden analizar áreas muy pequeñas de la muestra para determinar su composición elemental.

## Ejemplo

### Implante mamario
|  |  |

En el caso de rotura de un implante mamario, se ha formado en el catéter una cúspide donde se unen las grietas de la fractura, como se muestra en la imagen del catéter roto (punto rotulado a mano como Cp en la primera imagen). La cúspide se formó por fallo frágil del catéter en un implante de pecho de silicona. El origen de las grietas está en la parte superior del lado izquierdo. La identificación de tales características permite realizar un croquis del patrón de fractura de la superficie que se está estudiando. El implante fracasó debido a la sobrecarga, concentrándose todas las cargas impuestas en la conexión entre el catéter y la bolsa que contenía la solución salina. Como resultado, la paciente informó de la pérdida de líquido del implante, por lo que se le extrajo quirúrgicamente y se reemplazó por uno nuevo.
En el caso del catéter de implante mamario fallido, la trayectoria de la fisura fue muy simple, pero la causa es más sutil. Además, el microscopio electrónico de barrido mostró numerosas microfisuras entre la bolsa y el catéter, lo que indica que la unión adhesiva entre los dos componentes había fallado prematuramente, quizás debido a una fabricación defectuosa. El material de construcción de la bolsa y del catéter, la goma de silicona, es un elastómero físicamente débil y el diseño del producto debe tener en cuenta el desgarro bajo esfuerzo cortante del material.